# Dieter Wohlfahrt
Dieter Wohlfahrt, né le 27 mai 1941 à Berlin-Schöneberg et abattu le 9 décembre 1961 à Berlin-Est, est un étudiant germano-autrichien, et l'une des premières personnes à être tuées au Mur de Berlin par les troupes frontalières de la République démocratique allemande. Passeur, il aide à plusieurs reprises des réfugiés à traverser la frontière interdite, et meurt en tentant d'aider une Allemande de l'Est à s'évader. Sa mort (il gît mort ou agonisant à la frontière en pleine vue de témoins à l'ouest) soulève un mouvement de protestation des étudiants berlinois  contre l'apparente complaisance des gouvernements occidentaux vis-à-vis de la RDA.

## Jeunesse
Né durant la Seconde Guerre mondiale, Dieter a quatre ans lorsque l'administration de Berlin est divisée entre les puissances alliées victorieuses. L'aîné de trois enfants dans une famille catholique aisée, il grandit à Hohen Neuendorf, en banlieue nord-ouest de Berlin. La ville est située en Allemagne de l'Est, à la frontière avec Berlin-Ouest. Allemand de par sa mère mais ayant la nationalité autrichienne de par son père, il peut, dans les années 1950, circuler librement entre la RDA et l'ouest. À l'âge de 14 ans, il entame ses études secondaires à Berlin-Ouest, et y vit avec sa tante. Il étudie ensuite la chimie à l'Université technique de Berlin, côté ouest.

## Activités de passeur, et décès
En août 1961, les autorités est-allemandes ferment la frontière et entreprennent la construction du Mur tout autour de Berlin-Ouest. L'objectif est d'endiguer le flot de migrants qui quittent la RDA et passent en zone occidentale. Dieter Wohlfahrt s'associe alors à un groupe d'étudiants qui aident des personnes de l'Est à rejoindre Berlin-Ouest, initialement en passant par les égouts. Grâce à son passeport autrichien, il entre régulièrement à Berlin-Est et ouvre puis referme des canalisations pour que des migrants puissent y passer discrètement. Fin 1961, une jeune femme récemment passée à l'Ouest lui demande d'aider sa mère, restée à l'Est, à passer le mur. Dieter Wohlfahrt et l'un de ses amis, Karl-Heinz Albert, se rendent à la frontière au lieu désigné, à la croisée de Bergstraße et de Hauptstraße, dans le nord de Berlin, dans le secteur d'occupation britannique. Ils découpent un trou dans la barrière en barbelés car il n'y a pas encore de mur en béton et passent à l'Est.
La dame qu'ils étaient venus aider court vers eux, en les interpellant à voix haute, alertant ainsi par mégarde la police de la RDA. Les gardes est-allemands ouvrent le feu sur les deux jeunes hommes. Karl-Heinz Albert parvient à ramper à travers le trou dans le grillage et repasse à l'ouest mais Dieter Wohlahrt est mortellement blessé et reste au sol, à cinq ou six mètres de la frontière. À leur arrivée en réponse aux tirs, la police de Berlin-Ouest et la police militaire britannique (car cette zone du Mur est de compétence de l'armée britannique, à l'Ouest) tentent d'atteindre le jeune homme, mais sont contraints de se replier sous la menace des armes des gardes est-allemands. Dieter Wohlfahrt, probablement déjà mort, gît au sol pendant plus d'une heure, sans que les gardes est-allemands ne viennent s'enquérir de son état, puis est emmené par la police de la R.D.A. Étant de nationalité est-allemande, il est inhumé à Nauen  et les funérailles se déroulent sous la surveillance de la Stasi, la police de sûreté de l'État.

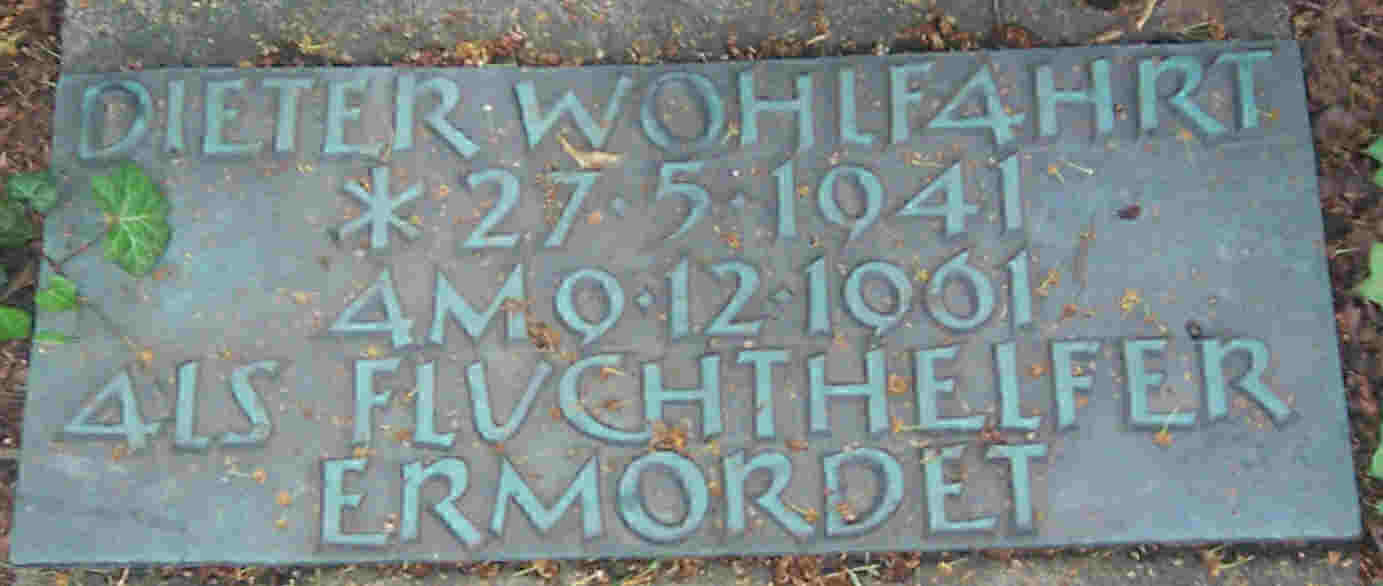
Plaque commémorative au pied de la croix qui marque le lieu de sa mort. La plaque rend hommage à son rôle de Fluchthelfer, c'est-à-dire de passeur aidant la fuite de transfuges vers l'ouest.

Pour la première fois, la mort d'une personne abattue au Mur (Dieter Wohlfahrt est la quatrième personne à mourir de la sorte) déclenche un mouvement de protestation d'étudiants berlinois contre les autorités de Berlin-Ouest, et contre les autorités d'occupation occidentale, notamment britanniques. Les étudiants publient une lettre ouverte demandant pourquoi « notre police et les autorités britanniques qui nous protègent n'ont pas pu trouver le moyen d'aider cet homme blessé ». Ils ajoutent que cette non-intervention côté ouest « ne fera qu'encourager les puissances dirigeantes à l'est à continuer de n'avoir aucune considération pour la vie humaine ». Une croix est érigée à sa mémoire côté ouest de la frontière, tout près de l'endroit où il est tombé. Huit mois plus tard, Peter Fechter, douzième personne à être abattue en tentant de passer le Mur, agonise à son tour au pied du Mur, en pleine vue de témoins impuissants à l'Ouest, en zone de compétence américaine et devient un symbole de l'horreur du Mur de Berlin.